# 진사강

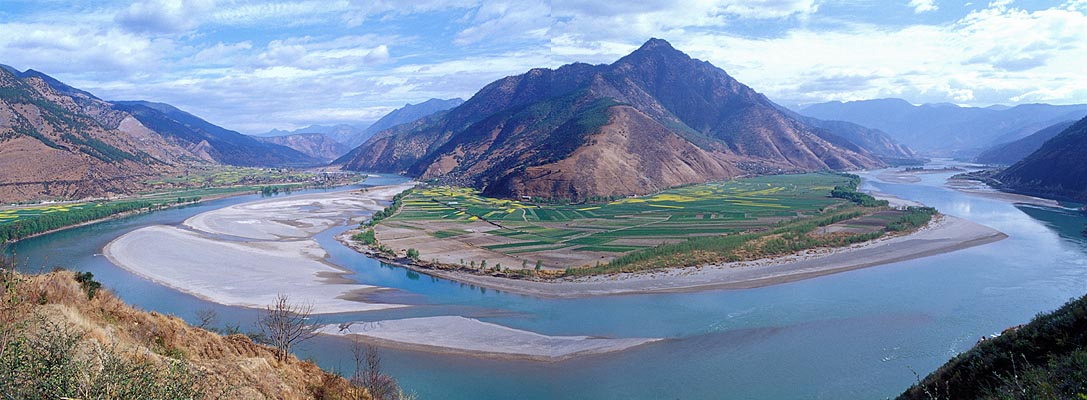
윈난성 남쪽에서 북쪽으로 180도 흘러도는 진사강

진사강(중국어: 金沙江, 병음: Jīnshā Jiāng)은 티베트고원의 중앙부를 서쪽에서 횡단해 동남 방향으로 흘러 창장강에 합류하는 하천이다. 전체 길이 2,308km, 유역면적은 34만 평방km, 낙차는 3,300m에 이른다.

## 개요
중국어의 진사강은 창장강 상류를 가리키며, 디추강과도 겹치고 있다. 옛날에는 진사강을 리수(麗水)라고 불렀으며, 사금이 채집되어 이러한 이름이 유래되게 되었다.
칭하이성 서부에서 출발한 후 남쪽의 쿤룬산맥으로 향하고, 칭하이성과 티베트 자치구의 경계를 이루는 탕구라산맥으로 흘러, 티베트 동부의 캄 지방을 동서로 가르고 있다. 동경 97도, 북위27~37도 부근으로, 중국의 행정구역에서 티베트와 쓰촨의 경계가 되고 있다.

## 같이 보기
- 분류:장강의 지류